# Protestos e manifestações no Brasil em 2020
Os protestos e manifestações no Brasil em 2020 foram manifestações populares que ocorrem em diversas regiões do Brasil, no contexto da pandemia de COVID-19 no Brasil. Os protestos se iniciaram, em 15 março de 2020, com manifestações em apoio ao presidente Jair Bolsonaro, alvo de várias investigações, e contra as medidas de isolamento impostas pelos governos estaduais.
Como resposta às manifestações bolsonaristas, a partir de 31 de maio de 2020, acontecem protestos contrários ao presidente, envolvendo também pautas como o antirracismo e o antifascismo, além dos apoios a médicos e enfermeiros.
As manifestações pró-Bolsonaro levariam a abertura do chamado "inquérito dos atos antidemocráticos".

## Contexto
As manifestações em apoio ao governo Jair Bolsonaro já haviam sido marcadas para o dia 15 de março de 2020, como forma de apoio ao Presidente da República, que já vinha sendo alvo de investigações sobre diversos casos. O presidente, membros de seu governo e apoiadores são alvo de várias investigações e processos em diversas instituições, entre as principais: o Caso Queiroz, que envolve diretamente o senador Flávio Bolsonaro, filho do presidente; o chamado "Inquérito das Fake News", aberto pelo próprio Supremo Tribunal Federal para investigar ameaças e ataques aos membros da Suprema Corte; o Caso Moro, inquérito iniciado após a demissão do ex-ministro Sergio Moro, que acusou Bolsonaro de interferência política na Polícia Federal visando acesso a informações sigilosas; a CPMI das Fake News que corre no Congresso Nacional e os processos de cassação da chapa Bolsonaro-Mourão no Tribunal Superior Eleitoral (TSE).  
No entanto, as manifestações passaram a ser alvo de críticas por conterem pautas antidemocráticas e também por ocorrer em meio a pandemia de COVID-19 que estava em fase inicial no Brasil após a confirmação do primeiro caso em 26 de fevereiro de 2020. Apesar das acusações, a Secretaria de Comunicação Social disse que os protestos são "a favor do Brasil" e que não pretende atacar o congresso e nem o judiciário, em referência a dois dos três poderes.

## Protestos e manifestações pró-Bolsonaro

### 15 de março de 2020
Em 15 de março de 2020, acontece a primeira manifestação em defesa ao presidente Jair Bolsonaro em pelo menos 224 cidades brasileiras e o Distrito Federal. Apesar de pedidos de adiamento por parte do presidente devido ao alastramento do Novo coronavírus, os protestos aconteceram normalmente tendo como pautas a defesa ao presidente e duras críticas ao STF e o Congresso Nacional pelas acusações envolvendo o Presidente da República, além de pedidos pela saída de Rodrigo Maia (DEM-RJ) da presidência da Câmara dos Deputados e críticas contra a esquerda. O ato em Brasília teve a participação de 3.000 pessoas.

### Carreatas anti-isolamento
Durante os meses de março e abril, manifestantes realizaram carreatas em algumas cidades brasileiras e o Distrito Federal contra as políticas locais de isolamento, que envolvia o fechamento temporário do comércio. A ação teve a participação de empresários que carregavam bandeiras brasileiras, além da participação de carro som. Em São Paulo, além dos pedidos de reabertura do comércio, também houve pedidos de "Intervenção Militar" e duras criticas ao governador João Doria. Os atos também ganharam o apelido de "protestos pró-corona".

### 19 de abril de 2020
Em 19 de abril de 2020, é realizado mais uma onda de manifestações favoráveis ao presidente Bolsonaro. Em Brasília, houve comunicação com manifestantes novamente em tons de ameaça, no entanto, Bolsonaro teve uma crise de tosse em meio ao seu discurso. A cena repercutiu nas redes sociais.

### 3 de maio de 2020

Imagem de uma carreata em apoio ao Governo Federal e contra as medidas de isolamento

Nesse ato, os manifestantes voltaram a soltar palavras de ordem contra o STF e Rodrigo Maia em Brasília, ocorrendo também uma carreata contra o Isolamento Horizontal, além de pedidos de Intervenção Militar. Também houve agressões a jornalistas do jornal O Estado de S. Paulo.

### 17 de maio de 2020
Mantendo as mesmas pautas de manifestações anteriores, tendo como a principal a reabertura do comércio durante a Pandemia de COVID-19, os manifestantes ocupam duas faixas do Eixo Monumental entre a Rodoviária do Plano Piloto e a Catedral de Brasília. Também houve concentrações no Estádio Nacional de Brasília Mané Garrincha e em frente a sede da TV Globo Brasília. Em várias outras cidades, ocorreram carreatas contra as medidas de isolamento. Em Niterói, o líder de uma carreata bolsonarista foi detido por descumprimento de medidas sanitárias. Muitos dos manifestantes não utilizavam máscaras.

### 24 de maio de 2020
Após a divulgação do vídeo da Reunião Ministerial de 22 de abril no último dia 22 de maio, o presidente caminhou na pista entre a Praça dos Três Poderes e o Palácio do Planalto, onde acenou e interagiu com os apoiadores. Manifestantes com bandeiras do Brasil passaram de carro e a pé em frente à Esplanada dos Ministérios, guiados por um carro de som. No mesmo dia, jornalistas da Rede Globo, do jornal Folha de S. Paulo e uma jornalista da BandNews TV sofrem ataques de manifestantes, levando os veículos a não cobrirem mais os protestos.

### 31 de maio de 2020
Em meio ao acirramento das relações entre o governo e o STF (Supremo Tribunal Federal), alguns manifestantes carregaram faixas com os dizeres "abaixo à ditadura do STF" e "intervenção militar". Havia ainda uma bandeira que pede "intervenção no STF".
Em live transmitida em suas redes sociais, o presidente sobrevoou o local de helicóptero e acenou para os manifestantes. Depois que a aeronave pousou, Bolsonaro, sem usar máscara, percorreu o cercado onde se aglomeravam os manifestantes, contrariando as orientações de autoridades sanitárias para manter distanciamento social por causa do novo coronavírus. O mandatário também pegou uma criança no colo.
Imagens transmitidas pela CNN Brasil mostraram que o presidente ainda andou a cavalo durante a manifestação. Bolsonaro ficou por cerca de 25 minutos no local e dirigiu-se ao Palácio da Planalto, antes de retornar ao Palácio da Alvorada. A manifestação foi convocada por redes sociais e a concentração começou por volta das 10h. O presidente chegou ao local por volta das 12h.
No dia anterior, um movimento intitulado "300 do Brasil", comandado pela ex-feminista e ativista Sara Winter com a presença de pelo menos 30 pessoas, marcharam em direção ao STF carregando tochas e fogos de artifícios com ameaças. As imagens repercurtiram nas redes sociais com várias associações a movimentos neonazistas e a KKK, além de comparações com a marcha neonazista de 2017 em Charlottesville, nos EUA e a de 2020 em Kiev, na Ucrânia.

### 7 de junho de 2020
Após pedidos do presidente de não ter manifestação temendo confronto entre os participantes das manifestações em oposição ao governo, houve alguns atos, mas atraindo menos gente que os anteriores. Em Brasília, apoiadores estenderam faixas com pedidos de "intervenção militar" e da criação de uma nova constituição, além da presença de bandeiras do Brasil Imperial. Os participantes dos dois movimentos foram separados por barreiras da Polícia Militar do Distrito Federal próximo a Praça dos Três Poderes. Também teve atos no Rio de Janeiro na Orla de Copacabana, terminando na detenção de quatro pessoas pelo porte de facas, bastão de madeira e fogos de artifício.

### 14 de junho de 2020
Em São Paulo, após acordo firmado com o Ministério Público sobre o uso da Avenida Paulista para manifestações, os protestos em defesa do governo passaram a acontecer no Viaduto do Chá. Em Brasília, após um grupo pró-Bolsonaro tentar invadir o Congresso Nacional em 13 de junho, o governador do Distrito Federal Ibaneis Rocha proibiu a circulação de carros e pedestres na Esplanada dos Ministérios, no dia seguinte. As manifestações bolsonaristas aconteceram em menor número. Um dia depois, Sara Winter, a líder da milícia "os 300 do Brasil", grupo que tentou invadir o Congresso, e mais cinco de seus integrantes foram presos por organização criminosa. Os presos também eram alvo do Inquérito das Fake News.

### 21 de junho de 2020
Os atos aconteceram em algumas cidades brasileiras, além de Brasília e São Paulo, mas novamente com um menor número de manifestantes, além de terem uma baixa divulgação pelos apoiadores do presidente. Os protestos trouxeram as mesmas pautas dos anteriores, mas agora com respostas ao Caso Queiroz, após a prisão de Fabrício. No dia anterior, as frentes de situação e oposição através de uma reunião virtual, firmaram um acordo de alternância para o uso da Avenida Paulista em São Paulo. A concentração dos manifestantes aconteceram em dois pontos, entre eles a frente da sede da Fiesp e em frente a sede da Fundação Casper Líbero.

### 28 de junho de 2020
Em Brasília, manifestantes novamente voltaram a usar faixas pró intervenção militar, pedidos de impeachment contra ministros do STF e a reação de senadores e com as bandeiras do Brasil se reunindo no QG do Exército e na Praça dos Três Poderes. No entanto, o número de participantes continuou sendo bastante inferior aos protestos anteriores, mostrando uma perda de força do movimento. Participantes também acusaram repórteres de enfraquecer o movimento.

### 19 de julho de 2020
Em um pequeno número, os manifestantes reuniram-se em frente a Esplanada dos Ministérios. Diferentemente dos movimentos anteriores, não houve ataques ao STF, à câmara e ao senado. Houve também poucas faixas com reivindicações antidemocráticas. Dessa vez, as reivindicações passaram a ser pelo uso legal da hidroxicloroquina para o tratamento do novo coronavírus, além de orações pela melhora do presidente, que está com o vírus e a volta dos ataques a prefeitos e governadores contra o isolamento social e a retomada lenta das atividades. Jair Bolsonaro não participou do evento para evitar "mau exemplo", como havia antes, além dos participantes não usarem máscaras.

## Pesquisas de Opinião
Na pesquisa Datafolha de 3 de abril de 2020, a aprovação de Jair Bolsonaro se manteve com 35%, enquanto que a reprovação subiu para 39%. Já na pesquisa XP/Ipespe, a reprovação passou para 42%, enquanto que o percentual de ótimo/bom foi para 28%, pior resultado até então. Após a saída de Sergio Moro do cargo do Ministério da Justiça e Segurança Pública, o índice de aprovação do Governo despencou de 31% em pesquisa divulgada no dia 24 para 27% e de reprovação subiu de 40% para 49% na pesquisa do dia 30 de abril, encomendada pelo XP/Ibespe. Já pelo instituto CNT/MDA, em pesquisa divulgada no dia 12 de maio de 2020, o presidente tem aprovação positiva de 39,4% e negativa de 54,2%, apontando uma queda de quase 10% na aprovação que antes batia 47,8% entre os dias 15 e 18 de janeiro. Em nova pesquisa da XP/Ibespe realizada entre os dias 16 e 18 de maio, a reprovação ao governo subiu para 50% e o apoio ao isolamento aumentou para 76%. Em nova pesquisa do Datafolha divulgada em 27 de maio, a rejeição ao governo chegou aos 43%, comparada a 27 de abril quando bateu 38%. A aprovação se manteve estável com 33% e a avaliação regular caiu de 26% para 22% com 2% de indecisos. Entre quem ganha mais de 10 salários mínimos, a reprovação chega a 49%. Com o vídeo da reunião ministerial do dia 22 de abril, a aprovação se manteve entre 32% e 35% e a reprovação chega aos 53%. Na nova pesquisa do DataPoder 360 feita entre os dias 8 e 10 de junho, mostra que a reprovação chega aos 50% e a aprovação em 41%. Considerando o trabalho do presidente, a avaliação ruim/péssimo cresceu de 44% para 47% em duas semanas. A parte regular caiu de 23% para 20% e quem acha o governo ótimo/bom se manteve em 28%. Entre os regulares, a taxa de aprovação chega em 59%.

## Protestos contra Bolsonaro

#### Panelaço
Entre os dias 17 e 18 de março de 2020, por volta das 19h aconteceram panelaços em grandes capitais brasileiras após um pronunciamento do presidente. Em alguns prédios, foram exibidos slides com dizeres "Fora Bolsonaro", "Assassino" e "Genocida", além de imagens do presidente com a máscara no nariz em uma reunião com a imprensa e trechos em seu gabinete, que foram repetidos durante parte do mês de março e no mês de abril a cada pronunciamento oficial. Também houve panelaços durante as carreatas contra o isolamento e nas visitas oficiais do governo, acompanhadas de vaias e apitos. No dia 18 de março de 2020, manifestantes favoráveis ao governo chegaram a criar um panelaço em defesa ao presidente por volta das 21h, mas houve pouca adesão ao movimento.

#### 31 de maio de 2020
Membros de torcidas organizadas, entre elas dos clubes Sport Club Corinthians Paulista, Sociedade Esportiva Palmeiras, Clube de Regatas do Flamengo e demais times realizaram manifestações nas cidades de São Paulo, Rio de Janeiro, Belo Horizonte e Porto Alegre no dia 31 de maio de 2020 em resposta as manifestações favoráveis ao presidente. Carregando faixas com dizeres de Antifascismo e "em defesa da democracia", os participantes usavam trajes pretos e brancos, além de bandeiras de torcidas organizadas. Em São Paulo e no Rio, houve confrontos contra a polícia, além do encontro com manifestantes da situação.

#### 7 de junho de 2020
Havia um ato previsto para o dia 7 de junho, unindo novamente torcidas organizadas, além de movimentos sociais e sindicais. Porém por decisão do TJ-SP, atendendo a um pedido do Governo Estadual, as manifestações pró e contra Bolsonaro que aconteceriam na Avenida Paulista foram proibidas em São Paulo por "risco de confrontos e prejuízos". Porém, no dia 7 de junho de 2020, foram registrados atos em Brasília e no Rio de Janeiro, mas agora trazendo pautas contra o racismo em apoio aos movimentos antirracismo dos Estados Unidos, defesa do SUS, ao antifascismo e ao impeachment de Bolsonaro. O ato também teve a participação de torcidas organizadas, além do uso e distribuição de máscaras e álcool em gel para os participantes. No Rio, houve confrontos com a Polícia Militar. Em São Paulo, mesmo com a proibição de manifestações na Avenida Paulista, o ato aconteceu no Largo da Batata. Também houve protestos de médicos, enfermeiros e estudantes de medicina em frente ao Hospital de Clínicas. Em Belo Horizonte, as manifestações reuniram médicos e ocorreram na Praça da Estação. Em Belém, manifestantes se reuniram em frente ao Mercado de São Brás sendo divididos em grupos respeitando o distanciamento social, terminando na detenção de pelo menos 30 pessoas por descumprimento ao decreto estadual de prevenção ao coronavírus que proíbe aglomerações que excedam o limite de dez pessoas.

#### 13 de junho de 2020
No dia 13 de junho, houve atos contra o governo em Brasília, além da realização de uma carreata levantando faixas e adesivos contra o governo. Um grupo de manifestantes se concentrou em frente ao Funarte em direção ao Congresso Nacional e outro na Praça do Museu Nacional.

#### 14 de junho de 2020
Em 14 de junho, houve o terceiro ato contra o governo em São Paulo pela Avenida Paulista tendo a participação das torcidas dos times Palmeiras e Corinthians que hastearam uma grande faixa, além do uso de sinalizadores verdes. Estiveram presentes também membros de movimentos antifascismo e antirracismo, frentes sindicais e partidos de oposição.

#### 21 de junho de 2020
No quarto dia de protestos contra o governo e com o apoio de frentes antirracistas, antifascistas e torcidas organizadas em defesa da democracia, além de frentes sindicais e partidos de oposição, as manifestações ocorreram em diferentes pontos e cidades, sendo esperado o maior ato em Brasília. A concentração acontece em frente a Biblioteca Nacional e a caminhada segue a direção norte do Palácio do Planalto. Foi entregue uma carta aberta ao deputado federal e presidente da câmara, Rodrigo Maia (DEM-RJ), que logo depois foi lida em voz alta pelos manifestantes.

#### 28 de junho de 2020
Diferente de outros domingos, neste dia não houve tanta movimentação nas ruas, se concentrando na maior parte na internet, apoiando o movimento Chega! de Portugal e o movimento nacional #StopBolsonaro. Em frente ao Congresso Nacional, foram postas mil cruzes de madeira, além de uma faixa criticando o presidente sobre os 50 mil mortos pela COVID-19.

#### 15 de agosto de 2020
Dessa vez, membros do Movimento Vem pra Rua realizaram uma carreata com participação entre 30 e 35 carros em apoio a Operação Lava Jato e também pedindo o Impeachment de Jair Bolsonaro e o apoio a uma possível candidatura de Sergio Moro à presidência do Brasil em 2022. Os protestos duraram três horas e passaram em pontos estratégicos de Brasília como a Procuradoria Geral da República, Rodoviária, Esplanada dos Ministérios, superintendência da Polícia Federal em Brasília e Departamento de Polícia Especializada da Polícia Civil do DF. A manifestação se encerrou às 12h50 ao som do hino nacional em frente ao Museu da República.

## Reações

### Repercussão pública e midiática

#### Anistia Internacional
A Anistia Internacional, através da diretora Jurema Werneck avaliou como grave as manifestações do dia 19 de abril de 2020, que envolviam pedidos de intervenção militar e a volta do Ato Institucional n.º 5, lançado durante a Ditadura militar brasileira em 1968 e revogado em 1979 com a reabertura política e o fim do bipartidarismo.

#### Imprensa
Os veículos de comunicação passaram a repudiar os ataques de Bolsonaro e seus manifestantes a imprensa, principalmente durante os confrontos físicos realizados nas manifestações dos dias 3 e 24 de maio, levando os repórteres a não cobrirem mais os protestos alegando falta de segurança no Palácio do Planalto.

#### Redes Sociais
Nas redes sociais, os apoiadores continuaram em um grande número convocando protestos, além de subir diariamente hashtags em apoio ao governo no twitter. No entanto, o criador da plataforma que identifica contas suspeitas no Twitter Bot Sentinel, Christopher Bouzy, apontou um grande número de contas falsas, os famosos "robôs", após investigar uma hashtag não americana que alcançou a liderança nos tredings topics da rede social.
Após a divulgação da reunião ministerial do dia 22 de abril de 2020, o número de engajamentos a favor de Bolsonaro continuou maior entre os dias 22 (dia da liberação do vídeo) e 23 de maio. Porém, foi possível notar o crescimento de frentes de oposição nesse período.